# Цилиндро-конические танки

## Устройство ЦКТ

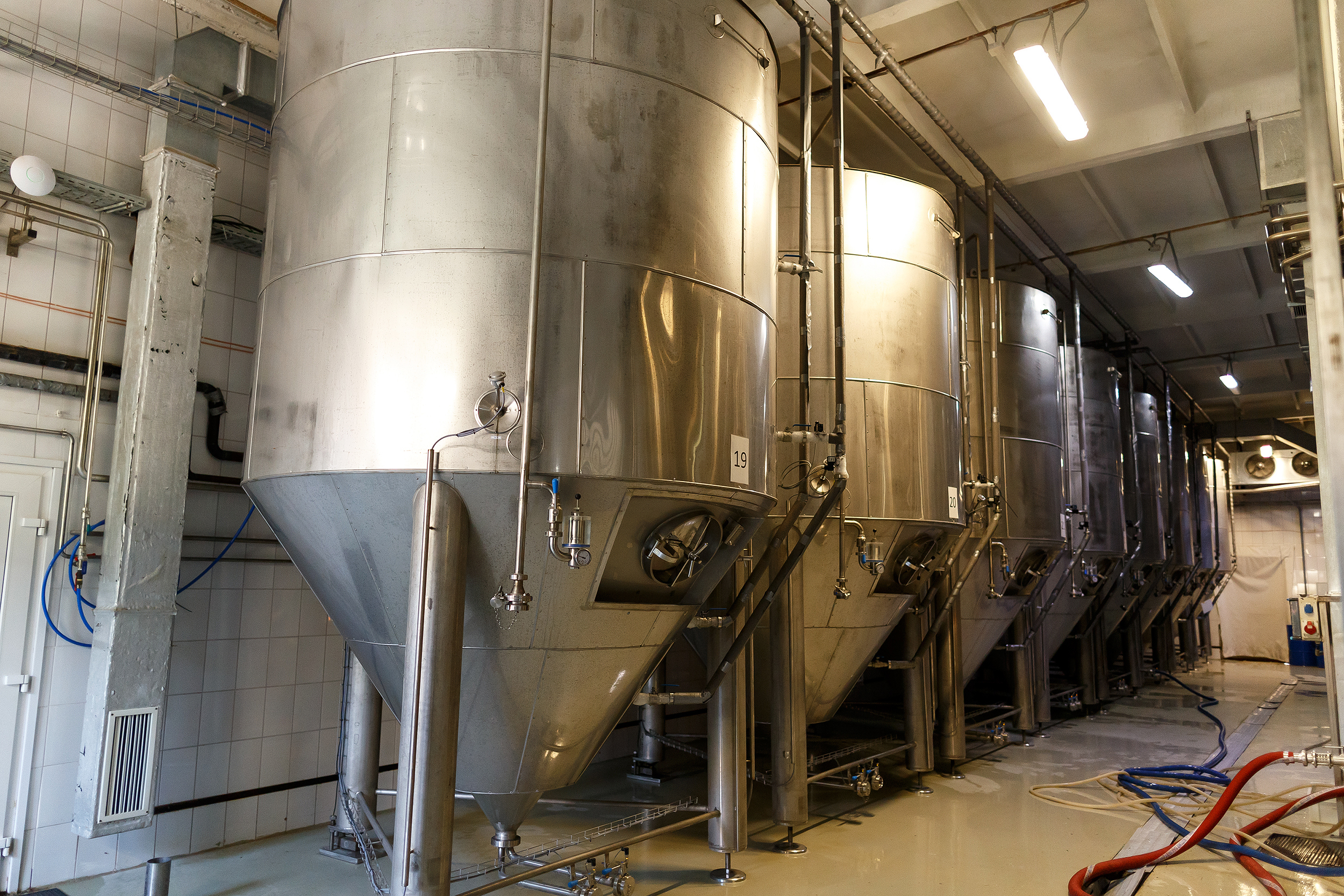
Цилиндро-конические танки на заводе «Калинкино»

Как следует уже из названия, ЦКТ состоит из цилиндра в верхней части и конуса в нижней части.
Такая форма, с одной стороны, обеспечивает правильное прохождение процессов брожения, а с другой, даёт возможность отделять от пива осевшие дрожжи.
Считается, что ЦКТ не должен быть выше 20 метров, так как в этом случае на дрожжевые клетки будет воздействовать слишком большое давление, а это негативно скажется на процессе брожения. Но, тем не менее, крупнейшие пивоварни бывают оборудованы и более высокими ЦКТ. Скорость созревания пива, напрямую зависит от скорости образования в нем CO2, а на скорость формирования углекислого газа влияет увеличение естественного давления столба пива. Но есть ряд условий для относительно стандартных пропорций ЦКТ (высота: ширина = 2:1 или 2,5:1) — для запуска процесса ускоренного выделения СО2 нужен минимальный объём 200—250 литров. Отличную эффективность показывают ёмкости от 1400 литров. Современные большие пивзаводы могут использовать цилиндро-конические танки из нержавеющей стали объёмом от 1000 до 3500 гектолитров (1 гектолитр = 100 литрам) и бесконечно увеличивать размер невозможно, ввиду того что размер ЦКТ должен быть кратным объёму сусловарочного котла. Оптимальное время наполнения 10—12 часов, в таком промежутке разные сусло разных варок будет достаточно однородным и процесс брожения стартует почти одновременно. Учитывая пропорции и высоту столба сусла, использовать ЦКТ высотой более 35 метров бессмысленно, так как чрезмерное давление начинает не ускорять, а наоборот — замедляет процесс выделения CO2. При конструировании обязательно учитывается, что до 20 % общего объёма танка уйдёт под пену.
Помимо высоты, для производства пива имеют значение и другие параметры ЦКТ, такие как угол наклона конуса (чаще всего 60-75 °), материал (в современном пивоварении используется только нержавеющая сталь), расположение зон охлаждения. Для создания необходимого давления в ЦКТ имеется соответствующая запорная арматура с клапаном сброса давления (шпунт-аппаратом). Для охлаждения ЦКТ имеет рубашку охлаждения с циркулирующей внутри ледяной водой либо гликолем. Стенки ЦКТ обычно хорошо изолируются для уменьшения потерь энергии.

## Технология брожения в ЦКТ

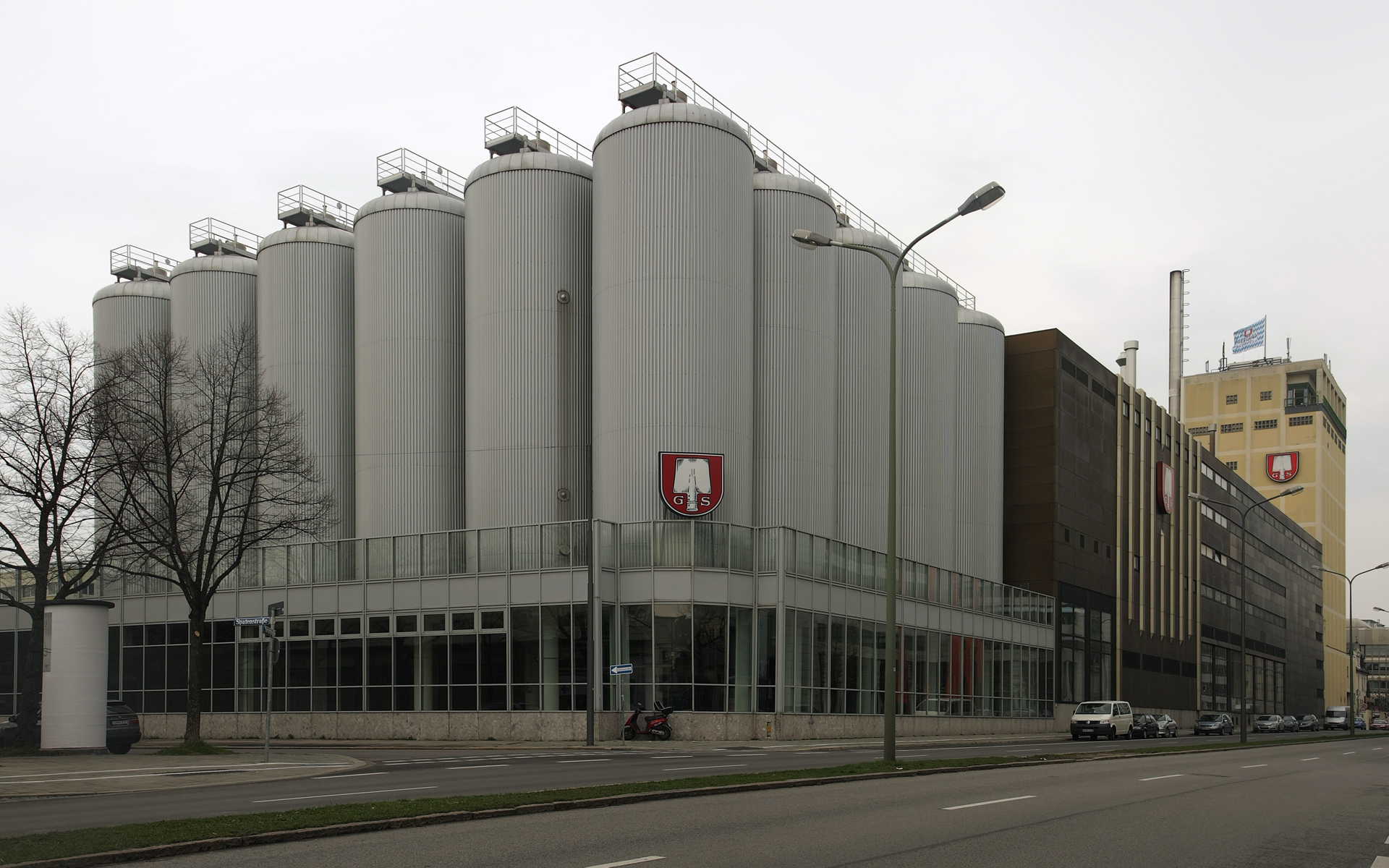
ЦКТ пивоварни Spaten-Franziskaner-Bräu GmbH в Мюнхене.

После варки сусло подаётся в ЦКТ снизу одновременно с внесением дрожжей. В зависимости от технологии брожения, оно может идти как под давлением, так и без него. В конце главного брожения давление в ЦКТ набирается в любом случае, так как необходимо обеспечить насыщение пива углекислым газом. Особенностью ЦКТ является то, что в этой ёмкости могут проходить все «холодные» процессы: главное брожение, дображивание и созревание пива. Сбор дрожжей для дальнейшего использования осуществляется из конуса танка. Для готовности пива низового брожения в ЦКТ требуется порядка 4 недель. Пиво верхового брожения обычно может быть готово быстрее. В случае выпуска нефильтрованного пива, розлив может осуществляться непосредственно из ЦКТ. В других случаях пиво сначала отправляется на фильтрацию или сепарацию, а уже затем на розлив.
Стадии брожения пива в ЦКТ:
1. Первая стадия длительностью до 1,5 суток — забел, когда по краям поверхности наблюдается тонкий слой белой пены. В это время в сусле интенсивно отпочковываются и размножаются дрожжи.
2. Период низких завитков — этап, на котором интенсивно выделяется диоксид углерода и образуется густая пена. Длится 2-3 суток.
3. Максимальная интенсивность брожения наблюдается на стадии высоких завитков (3-4 суток). Температура повышается до самой высокой отметки, количество питательных веществ и кислорода снижается, что приостанавливает размножение дрожжей. Необходимо охлаждение сусла.
4. Завершается брожение формированием деки в течение 2 суток.